# Sonates Fitzwilliam
| Sonata Fitzwilliam núm. 1                                              |
|                                                                        |
| Interpretada per Alex Murray (flauta) i Martha Goldstein (clavicèmbal) |

| Sonata Fitzwilliam núm. 2                                              |
|                                                                        |
| Interpretada per Alex Murray (flauta) i Martha Goldstein (clavicèmbal) |

| Sonata Fitzwilliam núm. 3                                              |
|                                                                        |
| Interpretada per Alex Murray (flauta) i Martha Goldstein (clavicèmbal) |

Les Sonates Fitzwilliam és el nom que va donar inicialment Thurston Dart a un arranjament que ell va ralitzar a partir de dues sonates per a flauta dolça (recorder) de Georg Friedrich Händel. Dart les va reestructurar com a grup de tres sonates. El nom es va mantenir en publicacions posteriors per part de diversos editors. També, en el grup, es van incorporar altres sonates per a diversos instruments inclosos en els manuscrits autògrafs de Händel que es troben en el Museu Fitzwilliam de Cambridge.

## Història
Les dues sonates que Dart utilitzà en la seva edició probablement foren escrites entre 1724 i 1726; no sembla que haguessin de formar cap conjunt, ja fos com a parell de sonates o formant un grup amb altres sonates per a flauta dolça. Aquestes Es van relacionar el 1948, quan Thurston Dart les va anomenar així perquè els manuscrits estan arxivats en el Museu Fitzwilliam de la Universitat de Cambridge. Aquests documents formaven part del llegat amb el que es va fundar el museu l'any 1816, una iniciativa de Richard FitzWilliam, 7è Viscomte FitzWilliam (que no tenen cap relació amb els Comtes Fitzwilliam). Els havien comprat en una subhasta realitzada després de la mort de J.C. Smith the Younger (1712–95), i formava part d'una col·lecció fruit d'un gran regal personal del rei Jordi III de Regne Unit.
L'any 1974, el musicòleg alemany Klaus Hofmann va fer una nova edició de les tres sonates per a flauta dolça mantenint el nom de Sonates Fitzwilliam. En aquesta edició, Hofmann va restaurar la "Sonata en re menor"; per una part, recuperà el seu format original de set moviments i, per l'altra, afegí com a num. 3, la "Sonata en sol major, HWV 358", composta probablement molt abans que les altres dues Sonates Fitzwilliam, en algun moment entre 1707 i 1710. Va incorporar una correcció molt evident d'un passatge molt agut al final del tercer moviment. Del coneixement de l'obra, Hofmann admet que "Händel deuria comptar amb un solista excepcional", i suggereix que potser seria més adequada per a un instrument en sol en lloc de l'habitual flauta contralt en fa. L'atribució d'aquesta sonata per a flauta dolça també està en dubte. Tant David Lasocki com Terence Best consideren que és per a violí, mentre que Jean-Claude Veilhan avala l'opinió de Hofmann, i Winfried Michel reconeix com a possible que sigui per a flauta contralt.
Dos sonates més de Händel que pertanyen als manuscrits de Fitzwilliam han estat publicades en la rúbrica "Fitzwilliam": la "Sonata per violí i continu en sol menor, HWV 364a", i la "Sonata per oboè i continu en si bemoll major, HWV 357". En l'autògraf de la "Sonata per a violí en sol menor", Händel copia al peu de la primera pàgina, fora del primer compàs, una segona indicació de compàs, amb la part de solo escrita una octava més greu, en el clau de la contralt i amb les paraules "Per a la Viola da Gamba". Una realització d'aquesta versió fou publicada per primer cop en una edició de Thurston Dart el 1950.

## Moviments
Les tres sonates de l'arranjament de Dart, que es poden escoltar en els arxius de so de l'inici, són:
- Sonata en si bemoll major (HWV 377, c. 1724–25)[2][15]

1. Courante
2. Adagio
3. Allegro

- Moviments 7 & 6, apareixen en un ordre invertit en la "Sonata en re menor" (HWV 367a, Op. 1, No. 9a, c. 1725–26), (utilitzant una versió més primerenca de moviment 6, l'"Andante en re menor, HWV 409", c. 1725–26), i el "Menuet en re menor" (HWV 462, c. 1724–26, al principi per teclat de solo), amb els valors rítmics doblats i la mètrica canviada de 6/8 a 3/4, a la qual s'hi afegeix una doble (variació) composta per Dart.[16][17][2][18]

1. A tempo di Menuet
2. Andante
3. Menuet

- Moviments 1–5 de la "Sonata en re menor" (HWV 367a, c. 1725–26).[2][19]

1. Largo
2. Vivace
3. Furioso
4. Adagio
5. Alla breve

Els moviments de les dues sonates originals de Händel, que apareixen en les edicions de Klaus Hofmann, David Lasocki i Walter Bergmann són:
- "Sonata en si bemoll major" (HWV 377)

1. [Allegro]
2. Adagio
3. Allegro

- "Sonata en re menor" (HWV 367a)

1. Largo
2. Vivace
3. Furioso [Hofmann]; Presto [Lasocki/Bergmann]
4. Adagio
5. Alla breve
6. Andante
7. A tempo di menuet

La "Sonata en sol major" (HWV 358), en el manuscrit ni tan sols porta el títol de "Sonata", i no hi ha cap especificació d'instrumentació, ni hi ha indicacions de tempo en cap dels tres moviments. Les edicions de Hofmann i Best, encara que discrepen sobre l'instrument solista (flauta dolça o violí, respectivament), donen les mateixes indicacions de tempo:
1. [Allegro]
2. [Adagio]
3. [Allegro]

La "Sonata per a violí en sol menor" (HWV 364a) està indicada senzillament per a "Violino Solo" en l'autògraf Fitzwilliam. Els moviments apareixen en l'edició de Terence Best:
1. Larghetto[25]
2. Allegro
3. Adagio
4. Allegro